# Gmina Trzebielino
Die Gmina Trzebielino ist eine Landgemeinde im Powiat Bytowski der Woiwodschaft Pommern in Polen. Die Gemeinde umfasst 225,5 km² und hat etwa 3700 Einwohner. Ihr Sitz ist das gleichnamige Dorf (deutsch Treblin, kaschubisch Trzebielënò) mit fast 1000 Einwohnern.

## Geographie
Die Landgemeinde liegt in Hinterpommern zwischen Słupsk (Stolp) und Miastko (Rummelsburg). Die Entfernung von Miastko im Südwesten beträgt etwa 20 Kilometer, von Słupsk im Norden 25 Kilometer und von Bytów (Bütow) im Osten 20 Kilometer.
Die Gemeinde wird in einem nördlichen Bogen von der Pokrzywna (Krummbach) durchzogen, die an der Westgrenze in die Wieprza (Wipper) mündet. Im Nordosten grenzt die Landgemeinde an den Park Krajobrazowy Dolina Słupi (Landschaftsschutzpark Stolpetal), im Westen an die Puszcza Słupska (Stolper Heide).

### Nachbargemeinden
- Dębnica Kaszubska (Rathsdamnitz)
- Kępice (Hammermühle)
- Kobylnica (Kublitz)
- Kołczygłowy (Alt Kolziglow) und
- Miastko (Rummelsburg).

### Gliederung
Die Gmina Trzebielino setzt sich aus 31 Ortschaften zusammen, die elf Dörfer mit Schulzenämtern sind fett gedruckt:
| - Bąkowo, k1:Benkòwò, d2:Altschäferei - Bożanka, d:Friedrichshuld - Broczyna, k:Bròczënô, d:Brotzen - Cetyń, k:Cecëno, d:Zettin - Ciemnica, d:Temnitz - Czarnkowo, d:Scharnhof - Dolno, k:Dòlnò, d:Rache - Dretyniec, d:Tretener Mühle - Glewnik, k:Glèwnëk, d:Klennik - Gostyniec, d: Augusthof - Grądki Dolne, d: Unter Fließhof - Gumieniec, k:Gumeńc, d:Gumenz - Kleszczewo, ? - Miszewo, k:Miszéwò, d:Missow - Moczydło, d:Mudschiddel - Myślimierz, d: Friederikenhöhe - Objezierze, d:Wobeser, k:Òbjezerzé - Owczary, k:Owczôrë, d:Schäferei - Poborowo, k:Pòbòròwò, d:Poberow - Popielewo, k: Pòpielewò, d:Pöppelhof - Radaczewo, d: Karlshof - Starkówko, d:Neu Starkow - Starkowo, k:Starkòwò, d:Starkow - Suchorze, d:Zuckers - Szczyciec, d: Neuhof - Toczek, d:Sagemühl - Trzebielino, k:Trzebielënò, d:Treblin - Uliszkowice, k:Ulëszkòjce, d:Augustfelde - Wargoszewo, d:Theresenhof - Zielin, k:Zielëno, d:Sellin - Zielin Górny, k:Zielënò Górné, d:Burg Sellin |

1kaschubisch, 2deutsch

## Verkehr
In der nördlichen Gmina Trzebielino begegnen sich im Ortsteil Suchorze die polnische Landesstraße DK 21 (ehemalige deutsche Reichsstraße 125) und die Woiwodschaftsstraße DW 209. Während die DK 21 die Gemeinde von Norden nach Süden durchzieht und sie durch ihre Straßenführung mit Ustka (Stolpmünde – 45 km), Słupsk (Stolp – 26 km) und auch Miastko (Rummelsburg – 35 km) verbindet, verläuft die DW 209 nur im nördlichen Gemeindegebiet und stellt die Verbindung nach Sławno (Schlawe (Woiwodschaft Westpommern) – 28 km) und Bytów (Bütow – 26 km) her.
Im Nordteil der Gemeinde verläuft die 1991 geschlossene Bahnstrecke 212 der Polnischen Staatsbahn (PKP), die den Bahnknotenpunkt Korzybie (Zollbrück) mit Bytów und Lipusz (Lippusch, im ehemaligen Westpreußen) verbindet. Zwei Bahnstationen an dieser Linie gehören zur Gmina Trzebielino: Gumieniec (Gumenz) und Zielin Miastecki (Sellin).